# Клеберн (округ, Алабама)
Шаблон:StateAbbr_ 33°40′38″ пн. ш. 85°30′09″ зх. д. / 33.677222222222° пн. ш. 85.5025° зх. д.
 Кле́берн (англ. Cleburne County) — округ (графство) у штаті Алабама. Ідентифікатор округу 01029. Окружний центр — місто Гефлін .

## Історія
Округ утворений 1866 року.

## Демографія
За даними перепису 2000 року

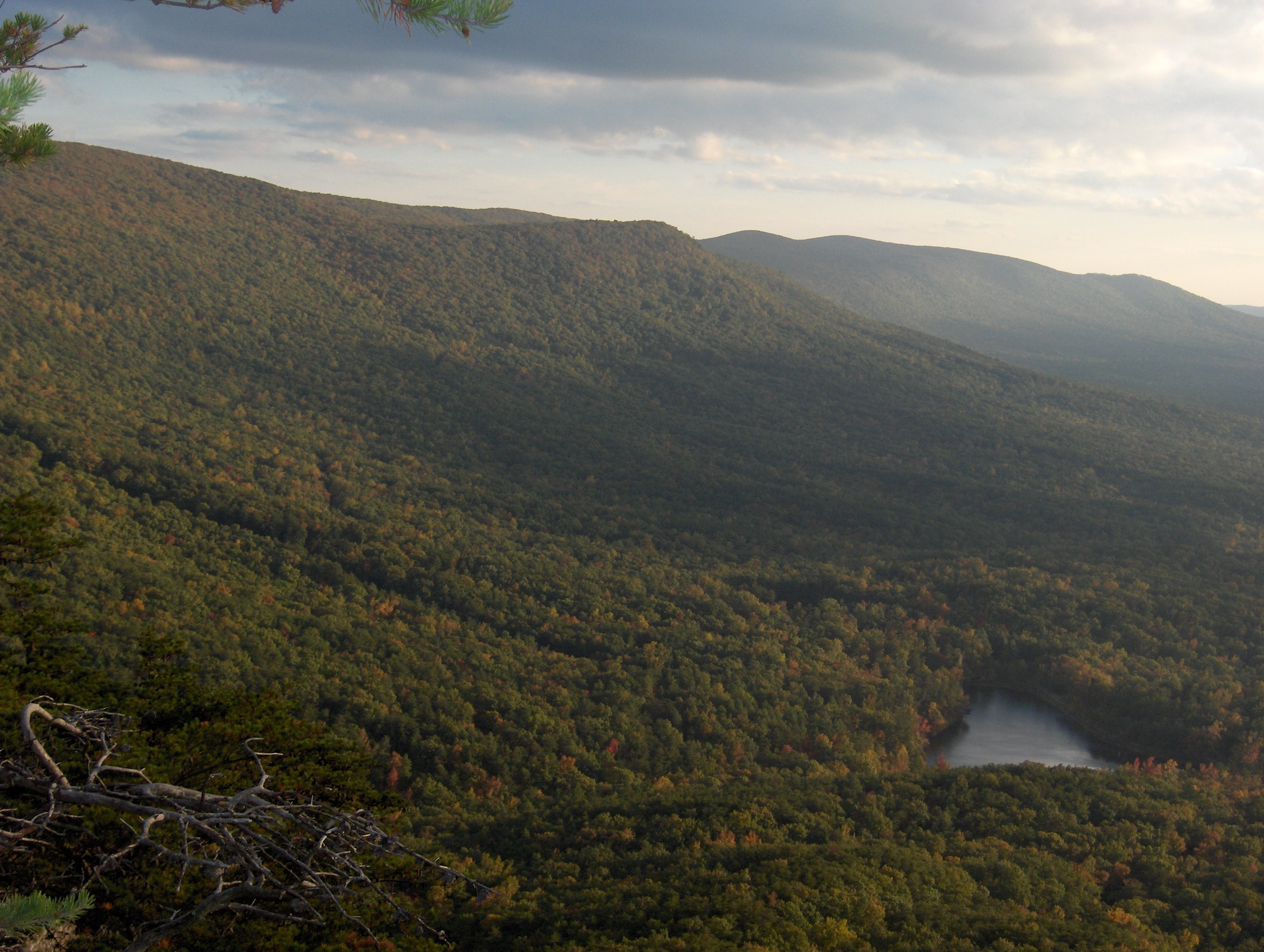
Озеро в горах Чиаха

загальне населення округу становило 14123 осіб, усе сільське. Серед мешкаців округу чоловіків було 7037, а жінок — 7086. В окрузі було 5590 домогосподарств, 4128 родин, які мешкали в 6189 будинках.
Середній розмір родини становив 2,95.
Віковий розподіл населення поданий у таблиці:
| Стать    | До 15 років | 15-21 | 22-29 | 30-39 | 40-49 | 50-65 | 65-85 | Понад 85 |
| -------- | ----------- | ----- | ----- | ----- | ----- | ----- | ----- | -------- |
| Чоловіки | 1502        | 667   | 706   | 1061  | 1048  | 1244  | 749   | 60       |
| Жінки    | 1344        | 630   | 661   | 1050  | 974   | 1303  | 984   | 140      |

За даними перепису населення 2010 року населення округу становило 14 972 особи. Приріст населення за 10 років склав 6 %.

## Суміжні округи
- Черокі — північ
- Полк, Джорджія — північний схід
- Гералсон, Джорджія — схід
- Керролл, Джорджія — південний схід
- Рендолф — південь
- Клей — південний захід
- Талладіга — південний захід
- Калгун — захід

## Виноски
1. ↑  U.S. Decennial Census. United States Census Bureau. Архів оригіналу за 26 квітня 2015. Процитовано 22 серпня 2015.
2. ↑  Historical Census Browser. University of Virginia Library. Архів оригіналу за 11 Серпня 2012. Процитовано 22 серпня 2015.
3. ↑  Forstall, Richard L., ред. (24 березня 1995). Population of Counties by Decennial Census: 1900 to 1990. United States Census Bureau. Архів оригіналу за 24 Вересня 2015. Процитовано 22 серпня 2015.
4. ↑  Census 2000 PHC-T-4. Ranking Tables for Counties: 1990 and 2000 (PDF). United States Census Bureau. 2 квітня 2001. Архів оригіналу (PDF) за 18 Грудня 2014. Процитовано 22 серпня 2015.
5. ↑  State & County QuickFacts. United States Census Bureau. Архів оригіналу за 17 травня 2014. Процитовано 15 травня 2014.(англ.) Наведено за англійською вікіпедією.
6. ↑  American FactFinder. Бюро перепису населення США. Архів оригіналу за 29 липня 2011. Процитовано 31 січня 2008.
7. ↑  Клеберн на сайті «Open-Public-Records». Архів оригіналу за 17 Січня 2012. Процитовано 21 Квітня 2012. Клеберн на сайті «Open-Public-Records» (англ.)

| США | Це незавершена стаття з географії США. Ви можете допомогти проєкту, виправивши або дописавши її. |